# Platypalpus vividus
Platypalpus vividus är en tvåvingeart som först beskrevs av Johann Wilhelm Meigen 1838.  Platypalpus vividus ingår i släktet Platypalpus och familjen puckeldansflugor. Arten är reproducerande i Sverige. Inga underarter finns listade i Catalogue of Life.